# Kristofer Janson
Kristofer Nagel Janson (5. maj 1841-17. november 1917) var en norsk forfatter, født i Bergen.
Janson udgav mere end 50 litterære værker og flere hundrede artikler og religiøse skrifter. Før Alexander Kielland blev han regnet som en af "de fire store" (sammen med Bjørnstjerne Bjørnson, Henrik Ibsen og Jonas Lie) i norsk litteratur og modtog "dikterlønn" fra Stortinget. Janson fik dikterlønn fra 1876, men frasagde sig lønnen i 1882, da han slog sig ned som unitarpræst i Minneapolis.
Janson var, sammen med Aasmund Olavson Vinje, den første som skrev romaner på landsmål.

### Bøger
- Fraa Dansketidi : Skildring fraa det sekstande Aarhundradet. Bergen 1875
- Liv, 1945 (historisk roman)
- Han og hun, 1926
- Norske eventyr som taletekster, 1920
- Framande eventyr som taletekster, 1916
- Helvedes barn, 1916
- Aspasia, 1914
- Ei slaaskjempa og andre forteljingar, 1914
- Fire forteljinger, 1913
- Hvad jeg har oplevet, 1913
- Vore bedsteforældre, 1913
- Skal vi vælge Jesu lære eller teologernes?, 1912
- Die religiösen anschauungen von Björnson und Ibsen , 1911
- Digte, 1911
- Gjorde hun ret?, 1910
- The religious views of Björnson and Ibsen, 1910
- Hjørdis, 1909
- Bondefortællinger. B.1, 1908
- Bondefortællinger. B.2, 1908
- Ludvig Hetzer og hans kampfæller, 1907
- Torgrim, 1907
- Mangeslags kjærlighed, 1906
- Den bergtekne, 1905
- Marit Skjølte, 1905
- Alf pave og andre fortællinger, 1904
- Præriens saga, 1904
- At døpes med ild, 1903
- Ensom, 1903
- Kærlighedens guddomsmagt, 1903
- Asgeir Kongsson, 1902
- Middelalderlige billeder, 1901
- Et glemt sandhedsvidne [Johan Denck], 1897
- Liv, 1897
- Adam og Eva i ny belysning, 1896
- Han Per og ho Bergit, 1896
- Hvorledes Selma blev min kone, 1896
- Du er kjød af mit kjød, 1895
- Ægteskab og skilsmisse, 1895
- De fredløse , 1894
- Foredrag, 1894
- Kjærlighedshoffet i Narbona, 1894
- Femtende Wisconsin, 1893
- Jesus-Sangene, 1893
- Fra begge sider havet, 1890
- Vore bedsteforældre, 1890
- Et arbeidsdyr, 1889
- Um þrenningarlærdóminn og guðdóm Krists, 1889
- Fagnadarbodskapur hinna "orthodoxu" og hi..., 1887
- Gud gydinga og Gud kristinna manna, 1887
- Mótsagnir orthódoxìunnar, 1887
- Har ortodoksien ret?, 1886
- Orthodoksiens modsigelser, 1885
- Præriens saga, 1885
- Vore bedsteforældre, 1885
- Helvedes børn, 1884
- Vogter eder for de falske profeter, Skal vi bede til Gud, og i saa fald, hvad skal vi bede om?, 1884
- Vore bedsteforældre, 1882
- Amerikanske forholde, 1881
- Austanfyre sol og vestanfyre maane, 1879
- En kvindeskjæbne, 1879
- Smaastykke, 1879
- Den bergtagne, 1878
- Skildringer fraa Italia, 1878
- Amerikanske fantasier, 1876
- Den bergtekne, 1876
- Hvad vi maalstrævere vil, og hvorfor vi vil det, 1876
- Jon Arason, 1876
- Fra dansketidi, 1875
- Fraa Island, 1874
- Skildringar fraa Nordland og Finmorki, 1874
- Et par ord om Henrik Wergeland, 1873
- Henrik Wergeland og Norge i hans dage, 1873
- Sigmund Bresteson, 1872
- Torgrim, 1872
- Soldatboki elder korleides ein kristen skal fara aat, naar han vil vera ein dugande stridsmann fyre Gud og riket hans, 1869
- Ei slaastkjempa, 1868
- Fra Norge, 1868
- Han og ho, 1868
- Marit Skjølte, 1868
- Norske dikt, 1867
- Fraa bygdom, 1866

### Prædikener og prædikensamlinger
- 1869 – Tri Preikor fyre det norske Landsfolket. Bergen (Giertsen), 1869. (64 s.)
- 1892 – Lys og Frihed. Predikener til alle Kirkeaarets Søn- og Helligdage. Minnesota, 1892.

### Tidsskriftsartikler
Saamanden. Et religiøst tidsskrift som Kristofer Janson skrev og redigerede fra slutningen af 1800-tallet til begyndelsen af 1900-tallet.

### Geografi
- 1874 – Fraa Island. Kristiania (Det norske Samlaget), 1874.

### Filmatiserede værker
- 1920 Brudeferden i Hardanger (bygger på Jansons roman)
- 1920 Prästänkan (bygger på fortællingen "Prestekonen")
- 1920 Fante-Anne (bygger på en af Jansons bondefortællinger fra 1868)